# Charles Ier de Hohenzollern
Pour les articles homonymes, voir Charles Ier.
Charles Ier de Hohenzollern, (en allemand Karl I von Hohenzollern), né en 1516 à Bruxelles, décédé le 15 mars 1576 au château de Sigmaringen est comte de Hohenzollern de 1525 à 1576.

## Famille
Fils de Eitel-Frédéric III de Hohenzollern et de Jeanne von Witherm.

### Mariage et descendance
En 1537, Charles Ier de Hohenzollern épouse Anne de Bade-Durlach (1512- après 1579), (fille aînée du margrave Ernest de Bade-Durlach et d' Élisabeth de Brandebourg-Ansbach-Culmbach).
Quinze enfants sont nés de cette union :
- Frédéric de Hohenzollern (1538-1556)
- Ernest de Hohenzollern (1539-1539)
- Jacques de Hohenzollern (1543-1543)
- Marie de Hohenzollern (1544-1611), en 1561, elle épouse le comte Schweikart von Helfenstein (†1599)
- Eitel-Frédéric Ier de Hohenzollern-Hechingen, comte de Hohenzollern-Hechingen
- Charles II de Hohenzollern-Sigmaringen, comte de Hohenzollern-Sigmaringen, (fondateur de la lignée de Hohenzollern-Sigmaringen) et ancêtre de Michel Ier de Roumanie
- Jeanne de Hohenzollern (1548-1604), en 1564, elle épouse le comte Guillaume II von Oettingen (†1602)
- Jacqueline de Hohenzollern (1549-1578), en 1563, elle épouse le comte Léonard von Harrach (†1597)
- Éléonore de Hohenzollern (1551-1598), en 1572, elle épouse Charles Ier Truchsess (†1593)
- Christophe de Hohenzollern-Haigerloch (1552-1592), comte de Hohenzollern-Haigerloch, il fonda la lignée de Hohenzollern-Haigerloch, en 1577, il épouse Catherine von Welsperg, fille du chevalier Christophe von Weisperg, (six enfants)
- Madeleine de Hohenzollern (1553-1571), religieuse
- Joachim de Hohenzollern-Hohenzollern (1554-1587), comte de Hohenzollern-Hohenzollern, en 1578, il épouse Anne von Honstein, (fille du comte Volkmar von Honstein)
- Christine de Hohenzollern (1555-?)
- Amélie de Hohenzollern (1557-1603)
- Cunégonde de Hohenzollern (1558-1595), religieuse

## Biographie
Charles Ier de Hohenzollern succède à son père en 1525. En 1534, il obtient de Charles Quint le comté de Sigmaringen, le comté de Veringen.
À sa mort ses fiefs sont partagés entre ses quatre fils, ainsi naissent les lignées de :
- Eitel-Frédéric reçoit le Comté d'Hechingen
- Charles reçoit le Comté de Sigmaringen
- Christophe reçoit le Comté de Haigerloch.
- Joachim, comte de Hohenzollern-Hohenzollern.

## Généalogie
Charles Ier appartient à la quatrième branche issue de la première branche de la Maison de Hohenzollern. Cette quatrième lignée appartient à la branche de Souabe de la Maison de Hohenzollern, cette lignée s'éteint en 1869 à la mort de Constantin de Hohenzollern-Hechingen. Charles Ier de Hohenzollern est l'ascendant de Michel Ier de Roumanie.